# Manilská galeona

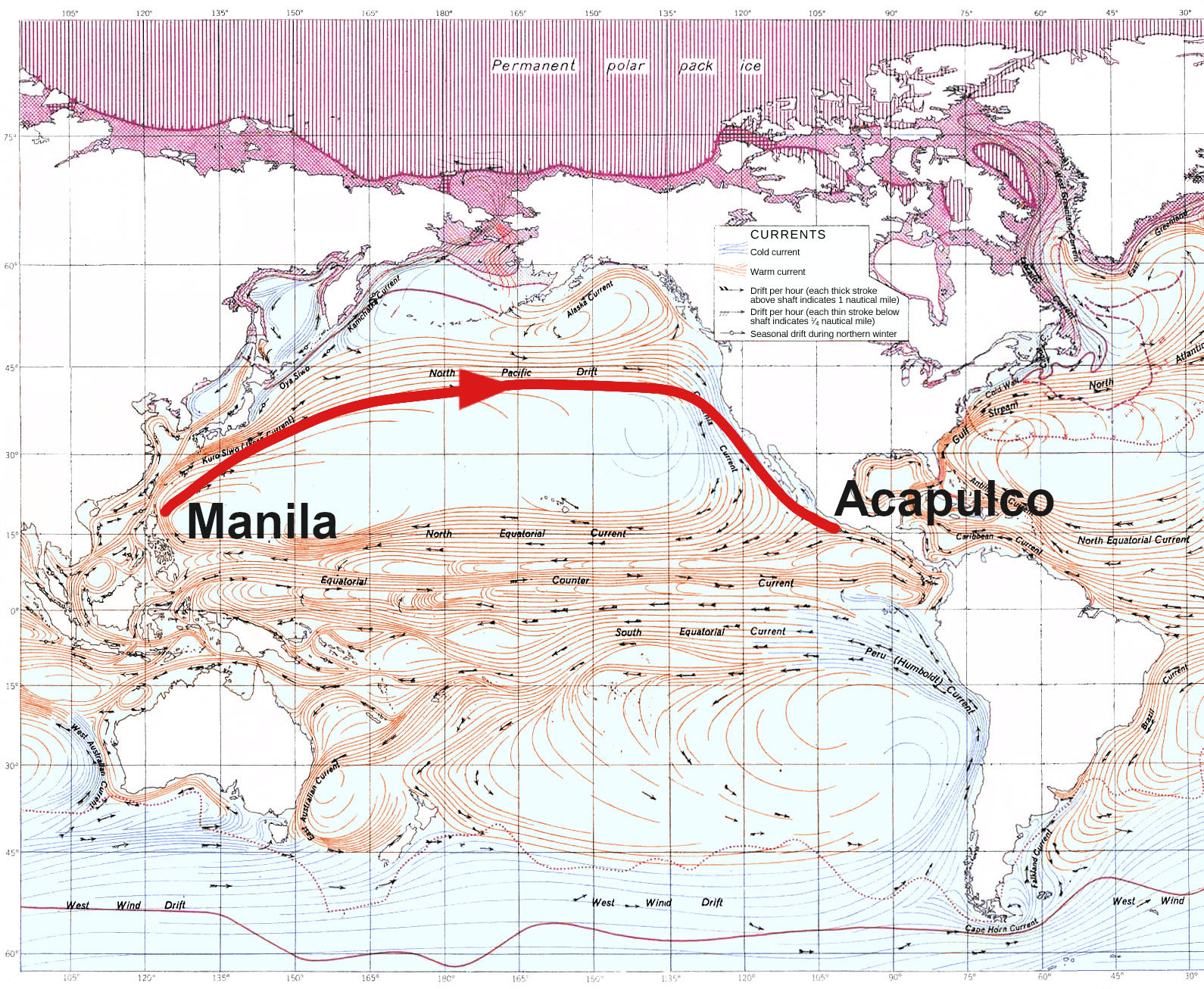
Trasa cesty Adrese Urdaneta

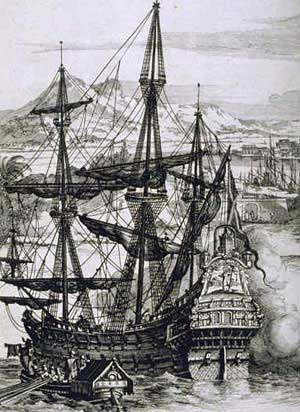
vyobrazení ze 17. století

Manilská galeona je pojmenování španělských obchodních lodí (a obecněji i obchodní trasy), které jednou či dvakrát ročně přeplouvaly Tichý oceán mezi Manilou na Filipínách a Acapulcem (a dalšími městy na pacifickém pobřeží) v Mexiku. Obě tato území byla v minulosti součástí španělské koloniální říše (Španělská Východní Indie a Nové Španělsko). Tato španělská obchodní cesta byla vytvořena v roce 1565 jako alternativa k portugalské a nizozemské nadvládě v Indickém oceánu. Naplnila se tím původní ambice Kryštofa Kolumba plout ze západu na východ a přivézt do Španělska bohatství jižní Asie a Dálného východu. Trasa byla udržována až do začátku 19. století, kdy vypukla mexická válka za nezávislost.

## Objevení cesty
Manilská galeona jako obchodní trasa byla výsledkem objevu Andrése de Urdaneta, který při plavbě ve flotile Miguela Lópeze de Legazpi objevil v roce 1565 cestu zpět z Cebu do Mexika. Při pokusu o návrat z Filipín do Mexika se flotila rozdělila a část se plavila na jih. Urdaneta vydedukoval, že tichomořské větry a proudy rotují stejně jako v Atlantiku (lodě, které se chtěly dostat od Madeiry ke kontinentálnímu Portugalsku, musely vyplnout na západ od ostrova a následně se stočit na sever a využít příhodné proudy a větry k cestě do Evropy). Rozhodl se tedy, že popluje od Filipín na sever, než změní směr na východ. Zachytil tak příznivé větry, které ho odnesly zpět na západní pobřeží Ameriky. Přestože doplul severně až k 38°rovnoběžce 38° (úroveň Japonska), než se otočil na východ, jeho odhad se vyplatil: přistál poblíž mysu Mendocino v Kalifornii a poté následoval pobřeží na jih do Acapulca.

## Obchod
Manilská galeona vozila z východu porcelán, hedvábí, koření a řadu dalších produktů. Plavba trvala minimálně 4 měsíce. Druhým směrem byla naložena stříbrem z Nového světa. Zboží bylo následně přepraveno po mexické pevnina na pobřeží Mexického zálivu (převážně do města Veracruz), kde bylo znovu naloděno a odesláno do španělských přístavů v Seville a Cádizu. Galeony byly hlavním kontaktem mezi Manilou a Mexikem, potažmo Španělskem.
Obchod se stal tak výnosným, že sevillští obchodníci požádali krále, aby omezil přeplavby na pouhé dvě lodě ročně. S tímto omezením bylo klíčové postavit velkokapacitní galeony. Největší z nich měřily až 50 m a uvezly až 2000 tun. Vraky manilských galeon se proto staly legendou mezi hledači pokladů, kterou překonávají jen lodě s poklady v Karibiku.